# Mont Béloukha
Le mont Béloukha (en russe : Белуха, en altaï : Ӱч-Сӱмер — « Trois têtes », Кадын-Бажы — « sommet de la Katoun », en kazakh : Мұзтау Шыңы), situé dans les monts Katoun, est le sommet le plus élevé de l'Altaï à la frontière entre le Kazakhstan et la Russie. Il est également le second plus haut sommet de la Sibérie derrière le Klioutchevskoï (dans le Kamtchatka).
Il fait partie de la liste du patrimoine mondial en tant que montagne d'or de l’Altaï et il se trouve dans le territoire de la réserve naturelle de la Katoun et du parc national Béloukha.
Le Béloukha est un sommet qui s'élève le long de la frontière entre la Russie et le Kazakhstan, au nord du quasi-quadripoint formé avec la Mongolie et la Chine. Il y a plusieurs petits glaciers sur la montagne, dont le glacier Gebler. Le pic oriental (4 506 m) est plus élevé que le pic occidental (4 440 m).
Le Béloukha a été gravi la première fois en 1914 par les frères Tronov. La plupart des ascensions de la crête orientale suivent le même itinéraire méridional que celui emprunté lors de la première ascension. Bien que l'Altaï soit inférieur en altitude à d'autres massifs de montagne asiatiques, il est très éloigné, de longues heures et une minutieuse planification sont exigées pour son approche.
Le lac d'Akkem se trouve au pied du mont Béloukha à 2 050 mètres d'altitude.